# Гаусманіт

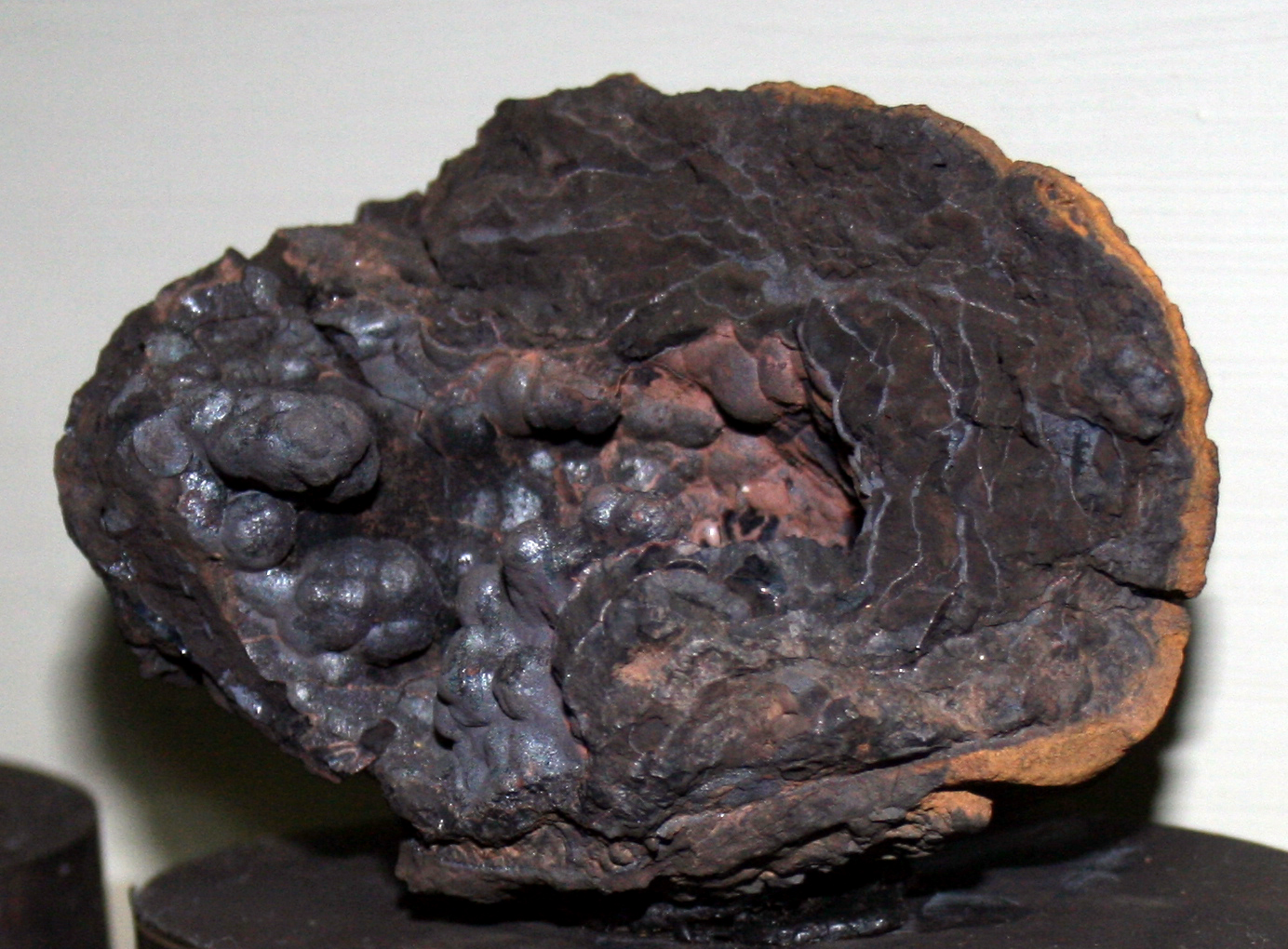
Гаусманніт

Гаусманіт — поширений мінерал марганцю з групи шпінелі, мінеральний клас оксидів і гідрооксидів.

## Історія та етимологія
Вперше мінерал був описаний у 1813 році німецьким мінералогом Фрідріхом Гаусманом (1782–1859), який назвав його Blättricher Schwarz-Braunstein у своїй «Handbuch der Mineralogie» і заявив, що він був знайдений поблизу Ільменау в Тюрингії.
Більш ранню згадку від 1789 р. можна знайти в мінеральній системі Авраама Готтлоба Вернера (1749-1817).
Назва Hausmannit, яка діє й сьогодні, походить від Вільгельма Ріттера фон Гайдінгера, який назвав мінерал гаусманітом у 1828 році на честь людини, яка його вперше описала.

## Загальний опис
Хімічна формула: Mn2+(Mn3+)2O4.
Клас оксидів.
Сингонія тетрагональна. Структура координаційна. Кристали псевдооктаедричні.
Зустрічається у вигляді зернистих або щільних агрегатів. Широко розповсюджені двійники. Колір бурувато-чорний. Блиск напівметалічний. Риса коричнева або червона. Твердість 5,0-6,0; крихкий. Густина 4,7-4,9. Прозорий у тонких уламках.
Утворюється при гідротермальному метаморфізмі осадових родовищ марганцю в умовах нестачі кисню.
Асоціація: родохрозит, піролюзит, якобсит, брауніт, андрадит, барит.
Зустрічається на Середньому Уралі (Росія), в Гарці (ФРН), Швеції, Англії, США (зокрема, Каліфорнія, Арканзас, Мічиган), Канаді (Нова Шотландія),  Бразилії (Мінас-Жерайс), Південна Австралія, Південна Африка (Капська провінція), Намібії.